# Комонторій
Комонторій (*III ст. до н. е.) — 2-й цар кельтської держави у Фракії з 277 до 257/255 року до н. е.

## Життєпис

### Походи на Балканах
Був вождем одного з кельтських племен, але якого саме невідомо. У 280 році до н. е. був у складі великої федерації племен, що рушили на Балканський півострів. Опинився у складі військ під безпосередньою орудою Бренна. Брав участь у плюндруванні Фессалії, перемозі кельтів у битві при Фермопілах. Після поразки Бренна у битві при Дельфах, Комонторій вцілів, зі своїм загоном приєднався до Церетрія, який заснував державу в південній Фракії.
Згодом був вірним підлеглим Церетрія, який здійснював походи протягом 279—277 років до н. е. в області Геллеспонту і Халкідіки. Після поразки кельтів у битві при Лісімахії проти Антигона II Гоната, Комонторій зумів зберегти держави кельтів.

### Цар
Комонторія було обрано новим царем. Саме він перетворив Тиліс (сучасна південна Болгарія), резиденцію Церетрія, на справжню столицю держави. Завдяки цьому саме Комонторія часто вважають засновником цього міста. Завдяки діяльності Комонторія постала справжня держава, яку часто називають Тиліською за назвою столиці. Охоплювала землі від Візантія до центральної Фракії.
Наплив предметів (знайдено під археологічних досліджень), генетично пов'язаних із Чехією, Моравією та Карпатською котловиною, дозволяє дослідникам вказувати на проникнення груп кельтів у фракійське середовище, їхнє змішання з місцевим населенням, поширенням моди (особливо серед знаті) на кельтські речі, які відтепер виготовлялися у місцевих ремісничих центрах. Нові загони кельтів супроводжували жінки та діти.
Епіграфічні пам'ятки ІІІ ст. до н. е. засвідчують, що такі елліністичні центри як Кабіле, Аполлонія, Месемврія, Істрія знаходилися у постійній небезпеці з боку Комонторія. За домовленістю останнього з містами-державами Фракії на Чорноморському узбережжі, товари кельтських ремісників стали експортуватися через ці міста. Їх починають відправляти до Тіри, Ольвії та Боспорського царства. Водночас став планувати великий похід проти Ольвії, який з невідомих причин не відбувся.
В подальші роки здійснював грабіжницькі походи усією Фракією та Мізією. Втім подробиці цих походів достеменно невідомі. Помер приблизно між 257 і 255 роками до н. е. Його наслідував напевне син (або інший родич) Кавар.